# تشارلز هاتشت
تشارلز هاتشت (بالإنجليزية: Charles Hatchett)‏ (2 يناير 1765 ـ 10 مارس 1847) هو كيميائي إنجليزي، اكتشف عنصر النيوبيوم.
في سنة 1801، وأثناء عمله بالمتحف البريطاني في لندن، عكف هاتشت على تحليل قطعة من الكولومبيت كانت ضمن مقتنيات المتحف، فتبين له أن الكولومبيت معدن شديد التعقيد، وأنه يحتوي عنصرًا جديدًا، أطلق عليه هاتشت اسم الكولومبيوم (واختصره إلى Cb) تكريمًا لكريستوفر كولومبوس، مكتشف القارة الأمريكية. وقد أعلن هاتشت اكتشافه هذا في 26 نوفمبر من العام ذاته أمام الجمعية الملكية. وقد أعيد اكتشاف هذا العنصر لاحقًا وأطلق عليه اسمه الحالي «النيوبيوم».

## روابط خارجية
- تشارلز هاتشت على موقع الموسوعة البريطانية (الإنجليزية)